# Kinosternon durangoense
La tortuga de pantano de Durango (Kinosternon durangoense) es una especie de tortuga de la familia Kinosternidae endémica de México.

## Distribución
Es una especie endémica de México. Se encuentra en los estados de Chihuahua, Coahuila y Durango.